# Arif Alvi
Arif-ur-Rehman Alvi —en urdu: عارف الرحمان علوی‎— (Karachi, 29 de julio de 1949) es un político pakistaní; que ejerció como presidente de Pakistán de septiembre de 2018 a  marzo de 2024.
Fue miembro de la Asamblea Nacional de Pakistán de junio de 2013 a mayo de 2018 y nuevamente de agosto a septiembre de 2018. Miembro fundador de Pakistán Tehreek-e-Insaf (PTI), Alvi fue elegido presidente de Pakistán el 4 de septiembre de 2018 en la elección presidencial.

## Biografía

### Carrera política
Fue elegido miembro de la Asamblea Nacional de Pakistán candidato del Movimiento Pakistán Tehreek-e-Insaf por la circunscripción NA-250 (Karachi-XII) en las elecciones generales paquistaníes de 2013. Recibió 77 659 votos y derrotó a Khushbakht Shujaat. Tras su exitosa elección, se convirtió en el único miembro de la Movimiento en ganar un escaño en la Asamblea Nacional de Sindh en las elecciones generales.
En 2016, fue nombrado presidente del PTI en Sindh.
Fue reelegido para la Asamblea Nacional como candidato del mismo Movimiento por la circunscripción NA-247 (Karachi Sur-II) en las elecciones generales paquistaníes de 2018. Recibió 91 020 votos y derrotó a Syed Zaman Ali Jaffery, un candidato de Tehreek-e-Labbaik Pakistan.
El 18 de agosto de 2018, fue nominado por PTI como candidato para el cargo de presidente de Pakistán. El 4 de septiembre de 2018, fue elegido como el decimotercer Presidente de Pakistán en las elecciones presidenciales. Recibió 352 votos electorales y derrotó a Fazal-ur-Rehman y Aitzaz Ahsan, que obtuvieron 184 y 124 votos respectivamente. Al ser elegido presidente, Alvi agradeció al primer ministro Imran Khan y a la coalición gubernamental por su apoyo. Se convirtió en el tercer dentista en el mundo después de Héctor Cámpora y Gurbanguly Berdimuhamedow en dirigir un Estado. Él es el tercer presidente de Pakistán cuya familia emigró a Pakistán desde la India después de la Partición de la India. El 5 de septiembre de 2018, renunció a su escaño en la Asamblea Nacional.